# Andreas Dackell
Lars Andreas Dackell (ur. 29 grudnia 1972 w Gävle) – szwedzki hokeista, reprezentant Szwecji, olimpijczyk. Trener hokejowy.

## Kariera zawodnicza
- Strömsbro/Gävle HF 83 (1990-1991)
- Brynäs IF (1991-1996)
  -  Team Gävle (1991-1992)
- Ottawa Senators (1996-2001)
- Montreal Canadiens (2011-2004)
- Brynäs IF (2004-2012)

W latach 1996–2004 występował w lidze NHL na pozycji prawoskrzydłowego. Wybrany z numerem (136) w szóstej rundzie draftu NHL w 1996 roku przez Ottawa Senators. Oprócz drużyny z Ottawy w NHL grał także w Montreal Canadiens. W sezonach zasadniczych NHL rozegrał łącznie 613 spotkań. Zdobył 91 bramek, a przy 159 asystował.
W ostatnich latach kariery od 2008 był kapitanem drużyny Brynäs. Po sezonie 2011/2012, w którym zdobył z klubem mistrzostwo Szwecji, zakończył karierę.
W seniorskiej reprezentacji Szwecji uczestniczył w turniejach zimowych igrzyskach olimpijskich 1994 oraz mistrzostw świata w 1994, 1995, 1996l.
Po zakończeniu kariery od 2013 trener ds. rozwoju w klubie Brynäs.

## Sukcesy
Reprezentacyjne
- Złoty medal zimowych igrzysk olimpijskich: 1994
- Brązowy medal mistrzostw świata: 1994
- Srebrny medal mistrzostw świata: 1995

Klubowe
- Złoty medal mistrzostw Szwecji: 1993, 2012 z Brynäs
- Srebrny medal mistrzostw Szwecji: 1995 z Brynäs
- Mistrz dywizji NHL: 1999, 2001 z Ottawa Senators

Indywidualne
- Allsvenskan 1995/1996: pierwsze miejsce w klasyfikacji strzelców
- Elitserien 2010/2011: Rinkens riddare - nagroda dla najuczciwszego zawodnika